# مسرشميت مي 334
طائرة مسرشميت مي 334 هي طائرة مقاتلة ألمانية مقترحة تعمل بمحرك مكبسي، صممها المهندس ألكسندر ليبيش. لم يتم بناء أي نماذج فعلية لها.

## التصميم والتطوير
كان من المفترض أن تكون أجنحة طائرة مسرشميت مي 334 المثبتة في المنتصف مائلة للخلف بزاوية 23.4 درجة، لتحتوي أسفلها معدات الهبوط الرئيسية النحيفة القابلة للارتفاع مع المصاعد الداخلية والجنيحات الخارجية على الحافة الخلفية. اضافة أنه كان من الممكن أن يؤدي وجود فاشتهر ألكسندر ليبيش بتصميم الطائرات بدون ذيل، وحقق قدرًا معينًا من النجاح. على غرار طائرة مي 163 التي تعمل بطاقة الصواريخ، صمم ليبيش مقاتلة بدون ذيل تعمل بمحرك نفاث من نوع هاينكل. أجبرت الوتيرة البطيئة لتطوير المحركات النفاثة التوربينية الموثوقة ليبيش على إعادة تصميم الطائرة لتكون مدعومة بمحرك واحد من طراز دايملر بنز دي بي 605 على شكل في-12، مثبت في المقدمة ويدفع مروحة دافعة في الجزء الخلفي من حجرة الوقود في الطائرة، عبر عمود تمديد. ساهمت الحواف الأمامية الخارجية إلى تحسين الأداء والتعامل مع السرعات البطيئة اثناء الطيران.
التسليح الذي خطط له في المقاتلة هو اثنين من مدافع ام جي 131 يتم وضعها في جذور الأجنحة. تم اختيار مي 334 بواسطة وزارة طيران الرايخ، وتخلى ليبيش عن تطويرها بعد طائرة ليبيش بيه.20.

## روابط خارجية
- Me 334 مع 3 إطلالات
- ملاحظات إيمانويل جوستين حول خلفية الطائرة